# Tamta
Tamta Goduadze (georgiska: თამთა გოდუაძე, grekiska: Τάμτα Γκοντουάτζε), känd under artistnamnet Tamta, född 10 januari 1981 i Georgien, är en georgisk sångerska, främst känd i Grekland och Cypern efter sitt  deltagande i grekiska Super Idol där hon slutade på andra plats. Tamta har även släppt flera framgångsrika singlar i Grekland, som "Ftes", "Den telionei etsi i agapi" och "Agapise me".

## Karriär
Tamta Goduadze föddes i dåvarande Georgiska SSR, där hon växte upp och började sjunga vid 5 års ålder. När Tamta var 22 år gammal flyttade hon tillsammans med sin familj till Grekland, där hon beslöt sig för att delta i musiktävlingen "Super Idol", ett program baserat på Idol-formatet. Tamta lyckades ta sig ända fram till finalen, där hon dock förlorade mot Stavros Konstantinou. I januari 2007 meddelade Ellinikí Radiphonikí Tileórassi (ERT) att Tamta var en av deltagarna i Greklands nationella uttagning till Eurovision Song Contest 2007. Hon slutade trea av de tre deltagarna med sin låt "With Love". Vann gjorde Sarbel, som fick åka till Helsingfors. Kort därefter släppte hon sin debutskiva, "Tamta". Tamtas andra album, "Agapise Me", släpptes den 16 maj 2007 och innehöll bland annat den populära låten "Agapise Me". I mars 2010 släppte Tamta sitt tredje och senaste album, "Tharros I Alitheia". I december 2018 meddelade Cyprus Broadcasting Corporation (CyBC) att Tamta kommer att representera Cypern vid Eurovision Song Contest 2019 i Tel Aviv med låten "Replay". Tamta tog sig till finalen och slutade på en trettonde plats.

## Privatliv
Vid fjorton års ålder födde Tamta sitt första barn, Annie.